# Phyllonorycter oxygrapta
Phyllonorycter oxygrapta är en fjärilsart som först beskrevs av Edward Meyrick 1915.  Phyllonorycter oxygrapta ingår i släktet guldmalar, och familjen styltmalar.
Artens utbredningsområde är Peru. Inga underarter finns listade i Catalogue of Life.